# ماغاواي

ماغاواي هي عاصمة إقليم ماغاواي، على ضفاف نهر إيراوادي في ميانمار .